# Üresjárati feszültség
Az üresjáratú feszültség (angolul open-circuit voltage, rövidítve OCV) az elektromos áramkörök egyik fontos jellemzője. Ez a fogalom az elektromos energiaforrások, például akkumulátorok, generátorok vagy napelemek vizsgálatánál különösen jelentős. Az üresjáratú feszültség a feszültségforrás azon állapotában értelmezhető, amikor az áramkör megszakított, vagyis nincs áramfolyás.

## Az üresjáratú feszültség meghatározása
Az üresjáratú feszültség az a feszültség, amelyet egy elektromos energiaforrás két kivezetése között mérhetünk, ha az áramkör nincs terhelve, vagyis nem folyik áram.
Ez a feszültség az energiaforrás belső elektromos potenciálkülönbségét jelzi, amely a kivezetések között jelenik meg, amikor az energiaforrás nincs használatban. Az üresjáratú feszültséget a következő tulajdonságok jellemzik:
- Maximális feszültség: Az energiaforrás által leadható legnagyobb feszültség, mivel a belső ellenálláson nem esik feszültség.
- Terhelés nélküli állapot: Az energiaforrás semmilyen fogyasztóhoz nincs csatlakoztatva, az áramerősség (I) nulla.

## Fizikai jelentősége
Az üresjáratú feszültség a feszültségforrás alapvető tulajdonságainak egyik legfontosabb mutatója, és számos területen kulcsszerepet játszik:
- Akkumulátorok és elemek: Az üresjáratú feszültség alapján becsülhető meg az akkumulátor töltöttségi állapota. Például egy lítium-ion akkumulátornál az OCV változása szoros kapcsolatban áll a töltöttségi szinttel.
- Napelemek: A napelem üresjáratú feszültsége a megvilágítás intenzitásának függvényében változik, és fontos paraméter a teljesítménygörbék elemzésében.
- Generátorok: A generátorok üresjáratú feszültsége meghatározza a rendszer alapfeszültségét, amelyet a terhelés alatti működés során módosíthat a belső ellenállás hatása.

## Az üresjáratú feszültség mérése
Az üresjáratú feszültséget egyszerű eszközökkel mérhetjük, például digitális vagy analóg voltmérővel. A mérés során ügyelni kell arra, hogy az áramkör nyitott állapotban legyen, azaz a fogyasztók lekapcsolásra kerüljenek.
1. Csatlakoztassuk a voltmérőt az energiaforrás két pólusához.
2. Győződjünk meg róla, hogy az energiaforrás nincs terhelés alatt.
3. Olvassuk le a feszültségértéket a műszerről.

Az így kapott érték az üresjáratú feszültség, amely az energiaforrás elméleti maximális feszültsége.

## Az üresjáratú feszültség és a terhelt feszültség kapcsolata
Az üresjáratú feszültséget gyakran összehasonlítják a terhelt állapotban mérhető feszültséggel. Az energiaforrás belső ellenállása miatt a terhelt feszültség ({\displaystyle U_{\text{terhelt}}}) mindig kisebb az üresjáratú feszültségnél. Ez a belső ellenállás által okozott feszültségesésből adódik:
{\displaystyle U_{\text{terhelt}}=U_{\text{üres}}-I\cdot R_{\text{bel}}}
Ahol:
- {\displaystyle U_{\text{üres}}}: az üresjáratú feszültség,
- {\displaystyle I}: az áramkörben folyó áramerősség,
- {\displaystyle R_{\text{bel}}}: az energiaforrás belső ellenállása.

## Az üresjáratú feszültség és az energiaforrás teljesítménye
Az üresjáratú feszültség önmagában nem határozza meg az energiaforrás teljesítményét, mivel ahhoz a maximális áramerősséget és a belső ellenállást is figyelembe kell venni. A teljesítmény kiszámításához az adott terhelési viszonyokat és a belső ellenállást ismerni kell.

## Gyakorlati alkalmazások
Az üresjáratú feszültséget számos területen használják az energiaforrások jellemzésére:
- Energiaforrások diagnosztikája: Az üresjáratú feszültség mérése segíthet meghatározni az energiaforrás egészségi állapotát és kapacitását.
- Napelemek tervezése: Az üresjáratú feszültség figyelembevétele fontos a napelemes rendszerek optimalizálásában.
- Villamos járművek: Az akkumulátor üresjáratú feszültsége alapján következtetni lehet a jármű hatótávjára.